# 徐崧
徐崧（1617年—1690年），字松之，号臞庵居士。清朝吴江人。
萬曆四十五年（1617年）生。少時追隨史元學詩，又好游山玩水。四十歲以後有詩名。常奔走吴越揚淮間。康熙二十九年（1690年）卒。 徐崧輯有《詩風初集》十八卷;曾與好友张大纯合辑《百城烟水》九卷，未竟而卒。